# Grand canon (Chine)
Pour les articles homonymes, voir Grand canon.
Le grand canon désigne un outil de censure d'internet utilisé en Chine.

## Fonctionnement
Son principe serait de saturer de visites fictives (attaque par déni de service) les sites présentant des informations défavorables à l’État chinois. La Chine dément son existence.
Analysant le trafic des attaques sur le site GreatFire.org, les chercheurs observent que 37,7% provient de pos.baidu.com, un sous-domaine lié à la plateforme publicitaire de Baidu. Au total, 25 sous-domaines observés sont associés aux DNS de baidu.com. Ils en concluent sans plus d'éléments que le grand canon capture et redirige à son insu le trafic transitant via les serveurs de Baidu (« We speculate that Baidu was chosen as an injection target because it is a simple way to target many users. » (« Nous spéculons que Baidu a été choisi comme cible d'injection parce qu'il s'agit d'un moyen simple de cibler de nombreux utilisateurs. »).
L'équipe de recherche l'ayant mis en évidence a observé la présence d'un système parallèle à la suite de l'injection de code malicieux dans les réponses de requêtes envoyées. Les chercheurs observent que le grand canon ne scrute l'activité que de quelques serveurs (l'injection du code malicieux dans les retours n'est pas systématique), qu'il ne semble pas effectuer d'analyse profonde des paquets interceptés, et qu'il ne semble pas disposer de ressources serveur exceptionnelles. L'inconsistance de son comportement laisse les chercheurs penser que le grand canon effectue des actions sur la base de probabilités.

## Historique
En mars 2015, les gestionnaires du site GreatFire.org (site miroir relayant les contenus de la presse occidentale en Chine) observent que son site est la cible d'attaques par déni de service et identifie les serveurs de Baidu à l'origine des attaques. Le grand canon est mis en évidence le mois suivant dans un rapport publié le 10 avril 2015 par le Citizen Lab de l'Université de Toronto qui a analysé en profondeur les attaques sur les sites de GreatFire.org, une recherche qui a également engagé des chercheurs des universités de Californie et de Princeton,.
Le 14 avril 2015, le Wall Street Journal suggère que le code du grand canon aurait pu être livré aux Chinois par Edward Snowden, car ce dernier avait révélé en 2013 l'existence d'un programme similaire mené par la NSA, Quantum, après s'être réfugié à Hong Kong,.
Le mois suivant, le 8 mai 2015, le Wall Street Journal rapporte que la Chine et la Russie viennent de signer un accord de non-agression via internet. Le même jour, le porte-parole du département d'État des États-Unis Jeff Rathke demande publiquement à la Chine d'enquêter sur l'existence du grand canon et de remettre les éléments de cette enquête aux autorités américaines. Le Monde établit un lien entre l'accord Chine-Russie de non-agression et l'existence du grand canon.